# Пасифлора інкарнатна
Пасифлора інкарнатна, або страстоцвіт (Passiflora incarnata; від лат. passio — страждання; incarnatus — втілений) — рослина з родини пасифлорові (Passifloraceae). Батьківщина пасифлори інкарнатної — Бразилія.

## Поширення і екологія
Рослина походить з тропічних районів Бразилії. Вторинний ареал природного зростання — субтропічні райони континентальної Північної Америки і Бермудські острови.
Культивується також в країнах Південно-Східної Азії і на Філіппінах. З 1960 р. розпочато її інтродукцію в Грузії (Аджарія).

## Біологічний опис
Це — трав'яниста ліана з витким стеблом довжиною до 9 м. Під землею розвиваються довгі горизонтальні кореневища, зі сплячих бруньок яких виникають нові надземні вкриті листками стебла або підземні пагони.
Листя почергово глибокотрьохроздільні з дрібнопильчастим краєм, до 20 см в діаметрі, сидять на довгих черешках. У пазухах листя розвиваються вусики.
Квітки великі поодинокі, до 7-9 см діаметром, сидять на довгих квітконіжках, з п'ятьма чашолистками. Чашолистки ланцетоподібні, шкірясті, з шипуватими виростами на верхівці. Віночок складається з п'яти вільних пелюсток і «корони», що складається з двох кілець ниткоподібних облямівок, як і пелюстки, що мають яскраво-фіолетове забарвлення. Така
своєрідна будова віночка зумовили ще одну назву рослини: «Кавалерська зірка».
Плід — ягода зеленувато-жовтого кольору, опадає при дозріванні.

## Хімічний склад
Трав'янисті частини рослини містять 0,5 % гармана, гарміна і гармолу, що представляють собою індольні алкалоїди. Там також містяться флавоноїди (вітексин, кверцетин, апігенін, лютеолін), кумарини та хінони.

## Використання
Трав'янисті частини рослини використовуються в сучасній медицині для приготування лікарських засобів (найчастіше рідкого екстракту), діють як седативний і легкий снодійний засіб, впливаючи на центральну нервову систему при неврастенії, безсонні, хронічному алкоголізмі, клімактеричних розладах. Екстракт пасифлори входить до складу препарату «Пасит».
Желеподібна м'якоть плодів їстівна і використовується для приготування желе і джемів. Однак її досить мало, тому, на відміну від деяких центральноамериканських і південноамериканських родичів (маракуя, солодка гранаділла, гігантська гранаділла, бананова гранаділла, жовта гранаділла і чулюпа), пасифлора інкарнатна заради плодів не культивується.